# Galina Grigorjeva
Galina Grigorjeva (nascida a 2 de dezembro de 1962 em Simferopol, Ucrânia) é uma compositora ucraniana que vive na Estónia.
Ela estudou no Conservatório de Odessa e em 1991 formou-se no Conservatório de São Petersburgo.
Nos anos 2000 trabalhou no grupo musical NYYD Ensemble.
Em 2014 ela foi premiada com a Ordem da Estrela Branca, IV classe.